# مايكل هكتور
مايكل أنتوني جيمس هيكتور (بالإنجليزية: Michael Anthony James Hector)‏ هو لاعب كرة قدم جامايكي ، مواليد 19 يوليو 1992م في إنجلترا ، يلعب في نادي ريدينغ الإنجليزي، ومثل منتخب جامايكا لكرة القدم في بطولة كوبا أمريكا 2015 التي إقيمت في تشيلي .

## روابط خارجية
- مايكل هكتور على موقع قاعدة بيانات كرة القدم.إي يو (الإنجليزية)
- مايكل هكتور على موقع ناشيونال فوتبول تيمز (الإنجليزية)
- مايكل هكتور على موقع Soccerbase.com (لاعب) (الإنجليزية)
- مايكل هكتور على موقع Soccerway.com (الإنجليزية)
- مايكل هكتور على موقع عالم كرة القدم.نت (الإنجليزية)
- مايكل هكتور على موقع AS.com (الإسبانية)